# 賈明佺
贾明佺（1596年—1622年），號念男，南直隶常州府无锡县人。明朝政治人物。

## 生平
天啓元年（1621年）辛酉科應天鄉試舉人，二年（1622年）壬戌科進士。年二十七，未仕卒。

## 家族
祖父贾应璧，隆庆二年进士、广东按察使。
妻堵氏，事姑华氏甚孝，缟衣蔬素，梵诵终身。举止椎樸，人不知其名家女也。
侄子贾曾（贾明佶子），顺治九年壬辰科进士，官秀水知县。